# Wayne Jones
Wayne Jones (Wolverhampton, 24 april 1965) is een Engelse darter die luistert naar de bijnaam The Wanderer. Hij speelt mee tijdens de toernooien van de PDC, nadat hij in 2002 overstapte van de andere bond, de BDO.
Aan het einde van de jaren 80 begon Jones zijn professionele dartscarrière. In 1990 haalde hij de finale van het British Open waarin hij verloor van Alan Warriner. In 1999 bereikte hij de finale van de prestigieuze Winmau World Masters. Hierin verloor hij van Andy Fordham. Hij haalde ook de finale van de British Classic in 2000, maar verloor daarin dan weer van Ritchie Davies.
In 2002 leverde Jones in zijn afscheidsjaar zijn beste prestatie bij de BDO door op Lakeside Tony Eccles en Ted Hankey uit te schakelen. Hij verloor vervolgens in de kwartfinale van Martin Adams met 5-1.
Na dit toernooi stapte hij over naar de PDC, en in 2004 maakte hij zijn debuut op het Ladbrokes World Darts Championship. In 2006 haalde hij tijdens dit toernooi verrassend de halve finales. Hierin verloor hij echter kansloos met 6-0 van Peter Manley.

## Resultaten op Wereldkampioenschappen

### BDO
- 2001: Laatste 16 (verloren van Andy Fordham met 0-3)
- 2002: Kwartfinale (verloren van Martin Adams met 1-5)

### PDC
- 2005: Laatste 32 (verloren van Kevin Painter met 2-4)
- 2006: Halve finale (verloren van Peter Manley met 0-6)
- 2007: Laatste 32 (verloren van Adrian Lewis met 3-4)
- 2008: Laatste 64 (verloren van Tony Eccles met 0-3)
- 2009: Laatste 64 (verloren van Robert Thornton met 1-3)
- 2010: Laatste 32 (verloren van Simon Whitlock met 0-4)
- 2011: Laatste 32 (verloren van Vincent van der Voort met 2-4)
- 2012: Laatste 16 (verloren van Adrian Lewis met 0-4)
- 2013: Laatste 64 (verloren van Jerry Hendriks met 0-3)
- 2014: Laatste 64 (verloren van Kevin McDine met 2-3)
- 2015: Laatste 64 (verloren van Dean Winstanley met 2-3)
- 2019: Laatste 96 (verloren van Devon Petersen met 2-3)
- 2021: Laatste 64 (verloren van Joe Cullen met 0-3)

## Resultaten op de World Matchplay
- 2007: Laatste 32 (verloren van James Wade met 7-10)
- 2008: Laatste 32 (verloren van James Wade met 4-10)
- 2009: Laatste 32 (verloren van Colin Lloyd met 7-10)
- 2010: Kwartfinale (verloren van James Wade met 12-16)
- 2011: Laatste 16 (verloren van Phil Taylor met 7-13)
- 2014: Laatste 32 (verloren van Andy Hamilton met 3-10)